# Aster magnus
Aster magnus là một loài thực vật có hoa trong họ Cúc. Loài này được Y.N.Lee & C.Kim mô tả khoa học đầu tiên năm 1998.